# Nahublattella laodamia
Nahublattella laodamia är en kackerlacksart som först beskrevs av Rehn, J. A. G. och Morgan Hebard 1927.  Nahublattella laodamia ingår i släktet Nahublattella och familjen småkackerlackor. Inga underarter finns listade i Catalogue of Life.